# Grande Prêmio da França de 1960
Resultados do Grande Prêmio da França de Fórmula 1 realizado em Reims-Gueux à 3 de julho de 1960. Sexta etapa da temporada, foi vencida pelo australiano Jack Brabham.

## Classificação da prova
| Pos. | Nº | Piloto              | Construtor         | Voltas | Tempo/Diferença | Grid | Pontos |
| ---- | -- | ------------------- | ------------------ | ------ | --------------- | ---- | ------ |
| 1    | 16 | Jack Brabham        | Cooper-Climax      | 50     | 1:57:24.9       | 1    | 8      |
| 2    | 44 | Olivier Gendebien   | Cooper-Climax      | 50     | + 48.3          | 9    | 6      |
| 3    | 18 | Bruce McLaren       | Cooper-Climax      | 50     | + 51.9          | 7    | 4      |
| 4    | 46 | Henry Taylor        | Cooper-Climax      | 49     | + 1 volta       | 12   | 3      |
| 5    | 24 | Jim Clark           | Lotus-Climax       | 49     | + 1 volta       | 10   | 2      |
| 6    | 22 | Ron Flockhart       | Lotus-Climax       | 49     | + 1 volta       | 14   | 1      |
| 7    | 20 | Innes Ireland       | Lotus-Climax       | 43     | + 7 voltas      | 4    |        |
| 8    | 48 | Bruce Halford       | Cooper-Climax      | 40     | Motor           | 16   |        |
| 9    | 40 | Masten Gregory      | Cooper-Maserati    | 37     | + 13 voltas     | 17   |        |
| 10   | 42 | Ian Burgess         | Cooper-Maserati    | 36     | + 14 voltas     | 22   |        |
| 11   | 4  | Wolfgang von Trips  | Ferrari            | 30     | Transmissão     | 5    |        |
| 12   | 2  | Phil Hill           | Ferrari            | 29     | Transmissão     | 2    |        |
| Ret  | 8  | Jo Bonnier          | BRM                | 22     | Motor           | 8    |        |
| Ret  | 36 | Lucien Bianchi      | Cooper-Climax      | 18     | Transmissão     | 15   |        |
| Ret  | 10 | Dan Gurney          | BRM                | 17     | Motor           | 6    |        |
| Ret  | 30 | Gino Munaron        | Cooper-Castellotti | 16     | Transmissão     | 19   |        |
| Ret  | 6  | Willy Mairesse      | Ferrari            | 14     | Transmissão     | 11   |        |
| Ret  | 14 | Tony Brooks         | Vanwall            | 7      | Vibração        | 13   |        |
| Ret  | 12 | Graham Hill         | BRM                | 0      | Acidente        | 3    |        |
| Ret  | 38 | Maurice Trintignant | Cooper-Maserati    | 0      | Acidente        | 18   |        |
| DNS  | 28 | Richie Ginther      | Scarab             |        | Motor           | 20   |        |
| DNS  | 34 | David Piper         | Lotus-Climax       |        | Motor           | 21   |        |
| DNS  | 26 | Chuck Daigh         | Scarab             |        | Motor           | 23   |        |

## Tabela do campeonato após a corrida
|   | Pos. | Piloto            | Pontos |
| - | ---- | ----------------- | ------ |
| 1 | 1    | Jack Brabham      | 24     |
| 1 | 2    | Bruce McLaren     | 24     |
|   | 3    | Stirling Moss     | 11     |
| 7 | 4    | Olivier Gendebien | 10     |
| 1 | 5    | Jim Rathmann      | 8      |

|  | Pos. | Construtor      | Pontos |
|  | ---- | --------------- | ------ |
|  | 1    | Cooper-Climax   | 38     |
|  | 2    | Lotus-Climax    | 19     |
|  | 3    | Ferrari         | 15     |
|  | 4    | BRM             | 6      |
|  | 5    | Cooper-Maserati | 3      |

- Nota: Somente as primeiras cinco posições estão listadas. Apenas os seis melhores resultados, dentre pilotos ou equipes, eram computados visando o título. Neste ponto esclarecemos: na tabela dos construtores figurava somente o melhor resultado dentre os carros de um mesmo time.